# 米惠邦
米惠邦，香港电视从业者。曾任亞洲電視創作部經理及監製。米惠邦於1995年畢業於香港中文大學新聞及傳播學系，曾任電影編劇，作品有《B計劃》、《從香港出發》、《第一手真相》、《也文也武一大班》、《香港亂噏》等。